# هوارد ك. كوك
هوارد ك. كوك (بالإنجليزية: Howard C. Cook)‏ هو سياسي أمريكي، ولد في 20 فبراير 1918، وتوفي في 31 ديسمبر 1983 في توليدو في الولايات المتحدة. حزبياً، نشط في الحزب الجمهوري.